# Philippe de Majorque
Philippe de Majorque (1288 - 1343) est un prince et religieux catholique du XIVe siècle. Il était l'un des fils cadets du roi Jaime II, roi de Majorque et d'Esclarmonde, fille du comte Roger IV de Foix. De ce mariage célébré en 1275, le couple eut quatre fils, les infants Jacques, Sanche, Ferdinand et Philippe, ainsi que deux filles, Isabelle, mariée à Juan Manuel de Castille et Sancia qui épousa Robert d'Anjou, roi de Naples.

## Biographie
L'aîné, l'infant Jacques, ayant refusé le trône pour devenir franciscain, leur frère Sanche succéda à leur père. Ferdinand, dit Ferrand, époux en secondes noces d'Isabelle de Sabran, eut son fils Jaime III qui devint roi de Majorque et Jacques IV, son petit-fils épousa la reine de Naples Jeanne Ire. Ayant suivi les traces de son frère Jacques en entrant dans l'Ordre des frères mineurs, l’infant Philippe vécut à la Cour de Naples auprès de sa sœur Sancia.
Pratiquant à la lettre la règle de saint François, il réunit autour de lui un groupe qui prit le nom de « frères de la pauvre vie », une branche des fraticelles ou zelanti. Philippe et ses disciples considérèrent dès lors qu'ils étaient les seuls à réaliser l’idéal des Évangiles. Il réussit à en persuader ses hôtes, le roi et la reine de Naples ainsi que Delphine de Sabran. À sa demande, Delphine prononça, en 1331, ses vœux de pauvreté. Pour réaliser sa promesse elle dut vendre les seigneuries et le patrimoine foncier que lui avait légué, en 1317, Elzéar de Sabran, son époux, dans son « testament de Toulon ».
En 1324, la vie de l'infant prit un autre tour. La mort de son frère aîné Sanche précipita le royaume de Majorque dans une crise de succession. En effet l'héritier désigné, le prince Jacques n'avait que neuf ans. Devant les ambitions de son cousin Jacques II d'Aragon, Philippe fut désigné comme tuteur du jeune roi et régent du royaume. Il dut faire face à une très forte opposition de la part des notables de l'île de Majorque, désireux de réduire ses possibilités de régence, mais aussi de certains nobles du Roussillon, notamment les consuls de Perpignan. Les Perpignanais s'assurèrent de la personne du jeune souverain et entrèrent dans l'opposition à Philippe. Jacques II d'Aragon apporta son soutien au régent en 1326. Le franciscain spirituel assura avec difficultés cette charge jusqu'en 1329.
L'Infant s'opposa pour la première fois à la papauté, le 6 décembre 1329, dans un violent prêche, à Naples, où il défendit les béguins et ses « frères de la pauvre vie » contre Jean XXII. Ce mystique étrange et révolutionnaire fut même, en 1333, alors que Jean XXII venait de semer la perturbation dans l'Église avec sa vision béatifique, le candidat pressenti pour lui succéder par le cardinal Napoleone Orsini qui œuvrait pour un concile déposant le pape hérétique. Benoît XII ayant succédé à Jean XXII, Philippe de Majorque demanda à sa sœur et à son beau-frère d'intervenir auprès d'Avignon pour obtenir les privilèges nécessaires à la transformation de l'abbaye Santa Chiara de Naples en un lieu où serait accueillis les « frères de la pauvre vie ». Par deux lettres bullées, datées des 24 juin 1336 et 20 février 1337, le pape refusa et ne permit la consécration que le 7 août 1340.

## Disciples de Philippe de Majorque
Après la mort de Philippe de Majorque, en 1342, Robert d’Anjou et la reine Sancia restèrent sous l’influence des « frères de la pauvre vie ». De plus leurs chapelains, Andréa de Galiano et Pietro de Cadeneto étaient des disciples de Michel de Césène. Les souverains avaient accueilli au Castel Nuovo deux évêques spirituels, Jean de Bertholeo, qui venait d’être relevé de son siège de Calvi, et Guillaume de Scala, confesseur de la reine. Le pire de tous était le Fra Roberto, ami personnel d'Angelo Clareto, le chef de file des Fraticelles. Quand Pétrarque arriva à Naples, en septembre 1343, en tant qu'ambassadeur du pape Clément VI, il découvrit un royaume semblable à « un navire que ses pilotes conduiraient au naufrage ». Il mit particulièrement en cause le Fra Roberto, de son vrai nom Roberto de Mileto. Ce petit homme gras, couvert de haillons, toujours appuyé sur une canne et ne portant ni chapeau, ni couvre-chef, lui sembla être le comble de l’abjection et il le décrivit tel « un horrible animal à trois pattes ».
Un an après la mort du roi Robert, en 1344, la reine Sancia désignée par son époux, sur son lit de mort, comme régente du royaume en attendant les vingt-cinq ans de majorité de la reine Jeanne, sous l'influence de ses confesseurs, marqua l’anniversaire de ce décès, le 20 janvier, en trahissant son engagement et en entrant à Santa Croce, dont on disait que c’était le couvent des enterrées vives (sepolte vive).